# 栃木県道・群馬県道148号野田多々良停車場線

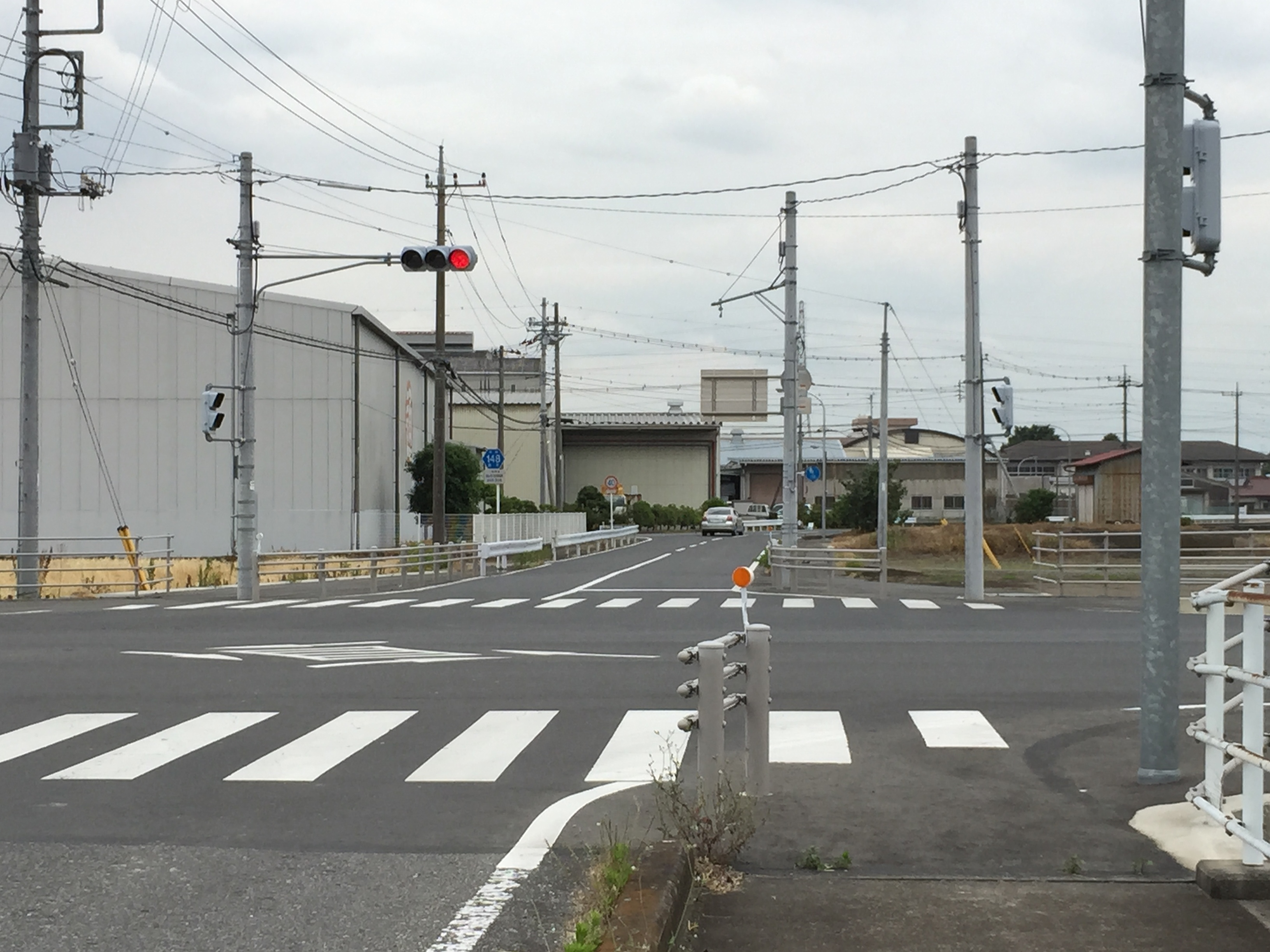
起点（足利市野田町、2015年6月）

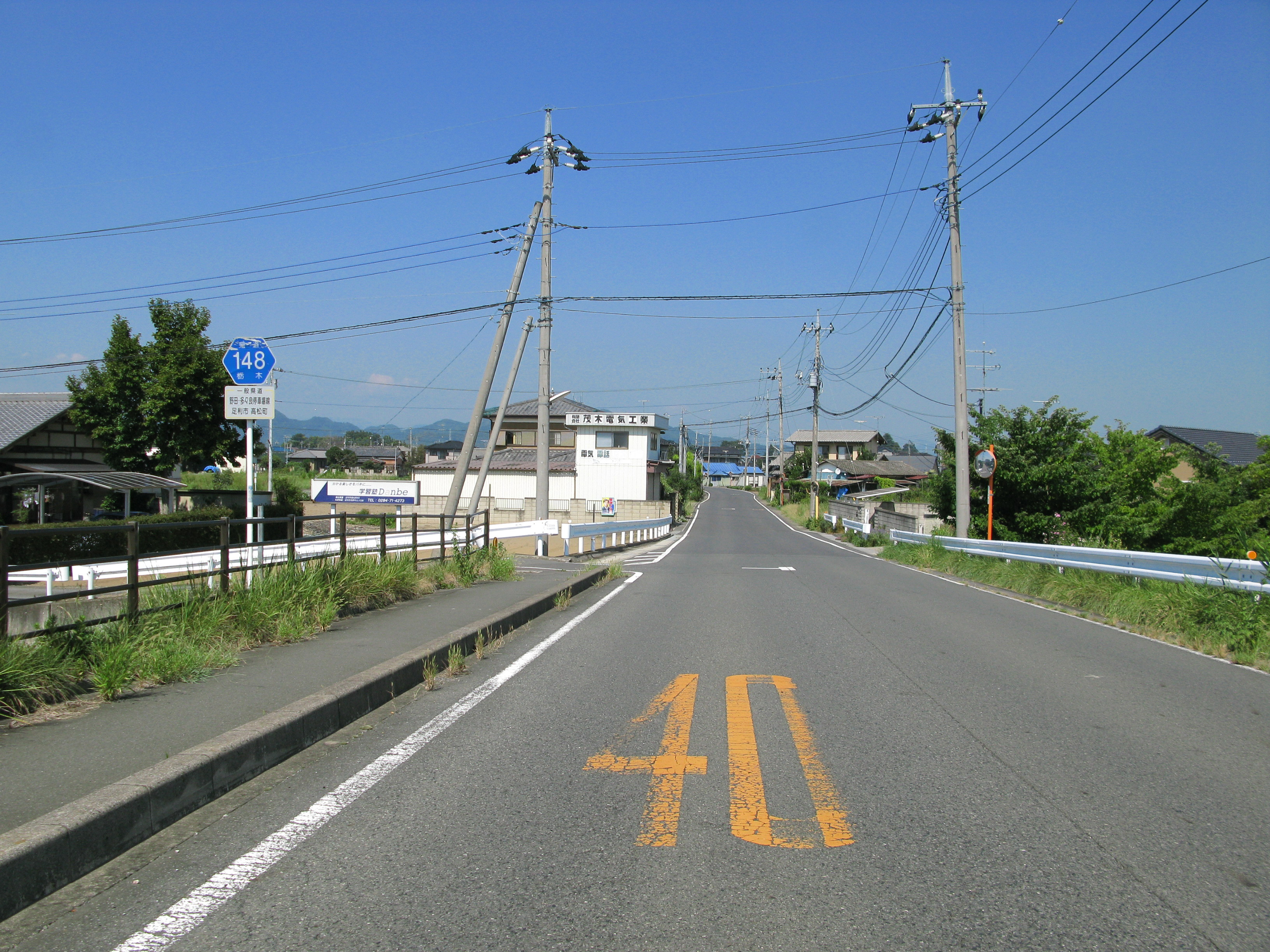
足利市高松町（2012年9月）

栃木県道・群馬県道148号野田多々良停車場線（とちぎけんどう・ぐんまけんどう148ごう のだたたらていしゃじょうせん）は、栃木県足利市から群馬県館林市に至る一般県道である。

## 概要

### 路線データ
- 起点 : 栃木県足利市野田町（栃木県道8号足利館林線交点）
- 終点 : 群馬県館林市日向町（東武伊勢崎線多々良駅＝群馬県道371号多々良停車場線交点）

## 歴史
本路線は2008年（平成20年）3月31日までは、御厨多々良停車場線と呼称されていた。

## 地理

### 通過する自治体
- 栃木県
  - 足利市
- 群馬県
  - 邑楽郡邑楽町 - 館林市

### 交差する道路
- 国道50号（足利市久保田町）

### 交差する河川
- 姥川（足利市久保田町 - 高松町）
- 矢場川（八幡橋、足利市高松町 - 邑楽町鶉）

### 交差する鉄道
- 東武伊勢崎線（邑楽町鶉）

### 沿線
- 足利トラックセンター（足利市野田町）
- 足利市立久野小学校（足利市久保田町）
- 足利市農業協同組合 久野支所（足利市久保田町）
- 東武伊勢崎線多々良駅（館林市日向町）